# صبري حماده

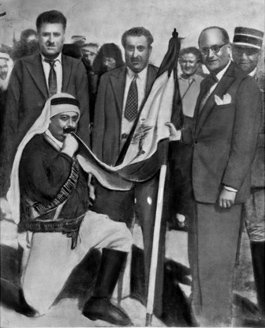
صبري حمادة ومجيد أرسلان يحملان العلم اللبناني

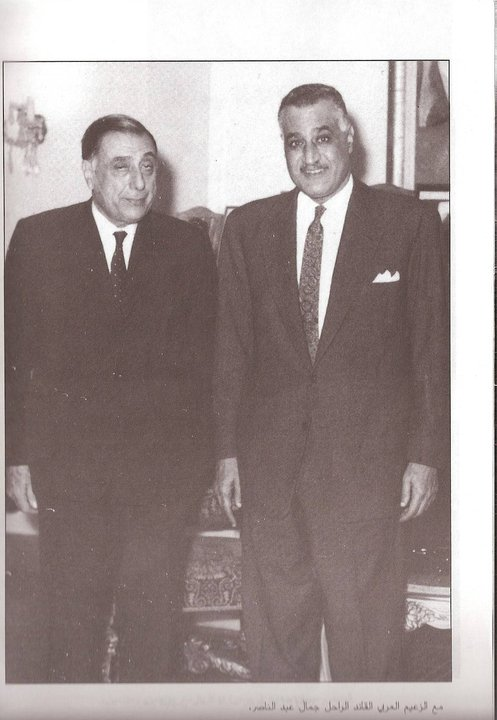
صبري حمادة والرئيس المصري جمال عبد الناصر

صبري حماده (1902-1976) أول رئيس مجلس نواب لبناني بعد الاستقلال. تولى رئاسة مجلس النواب في الفترات التالية:
- من 21 يوليو 1943 إلى 22 أكتوبر 1946
- من 9 يونيو 1947 إلى 20 مايو 1950
- من 20 أكتوبر 1959 إلى 8 مايو 1964
- من 20 أكتوبر 1964 إلى 9 مايو 1968
- من 22 أكتوبر 1968 إلى 20 أكتوبر 1970

## نبذة عن حياته السياسية
ولد صبري حمادة سنة 1902 في مدينة الهرمل، إنتخب نائبا لواحد وخمسين عاماً على التوالي وبدون انقطاع وأُعيد انتخابه في كل الإستحقاقات الانتخابية إلى أن انتقل إلى رحمة ربه سنة 1976 وهو في سدة الرئاسة يمارس مهامه الدستورية. يتحدر صبري حمادة من عائلة لطالما كان لها موقعها وشأنها في السياسة اللبنانية ولا سيما في منطقة بعلبك-الهرمل التي يتمثل جزء كبير منها بالعشائر الحمادية. كان لصبري حمادة الكثير من الإنجازات السياسية والخدماتية وأبرزها كانت حركة الاستقلال اللبنانية حيث كان من أوائل الداعمين والشاغلين على تأمين الاستقلال كما أن فترة توليه رئاسة مجلس النواب كانت فترة حيث نهض فيها لبنان اقتصادياً وثقافياً. واتصف صبري حمادة، إلى جانب الاعتدال في المواقف السياسية الوطنية، بانفتاحه وسعة صدره، ورؤية في اتخاذ القرار وتبنيه بشموليته وأبعاده.

## صبري حمادة في حقبة الاستقلال اللبناني
بعد أن أصدر المفوض السامي الفرنسي تعليماته بحل مجلس النواب وتعليق العمل بالدستور واعتقال رئيس الجمهورية بشارة الخوري ورئيس الحكومة رياض الصلح عام 1943م، كما اعتقل كميل شمعون وعادل عسيران، على إثر تعديل الدستور اللبنانية في 8 نوفمبر عام 1943. تجمع النواب والوزراء برئاسة صبري حمادة في صباح يوم 11 نوفمبر عام 1943 وطالبوا بإلغاء الإجراءات التعسفية التي مارسها المفوض السامي الفرنسي. وأحاطت جماهير الشعب اللبناني بمجلس النواب، وهتفوا بإطلاق سراح المعتقلين، مرددين شعارات الحرية والاستقلال. كما قام صبري حمادة ورفاقه بتغيير علم لبنان الذي وضع في ظل الاحتلال بعلم لبناني جديد يحمل مفهومًا وطابعًا لبنانيًا، فصار علم لبنان مؤلفًا من ثلاثة أقسام أفقيّة: الأحمر، والأبيض، والأحمر، وفي الوسط أَرْزَة خضراء داخل اللون الأبيض. ورفع رئيس مجلس النواب صبري حمادة ورفاقه مذكرة شديدة اللهجة إلى ممثل الحكومة الفرنسية في لبنان، وإلى الدول العربيّة الشقيقة المجاورة استنكروا فيها أعمال البطش التي يمارسها الجنود الفرنسيون والشرطة اللبنانية المساندة للمفوض الفرنسي. وأرسلوا مذكرة أخرى إلى سفيري بريطانيا والولايات المتحدة في لبنان، وإلى حكومتي مصر والعراق، شرحوا فيها الوضع المتردي في لبنان، وسوء تصرف المفوضية العامة الفرنسية في لبنان، والإجراءات التعسفية وغير القانونية التي مارسها المفوض السامي الفرنسي في لبنان والمسؤولون الفرنسيون فيه.
وقد أيد الشعب اللبناني بكل طوائفه وفئاته الإجراءات الوطنيّة التي اتخذها صبري حمادة، وما قام به أعضاء مجلس النواب من إجراءات أثناء اعتقال رئيس الجمهوريّة اللبنانيّة ورئيس حكومته وغيرهما من الأحرار. وعمت الفوضى والاضطرابات في كل أرجاء لبنان، خاصة في بيروت. وفي اليوم 12 تشرين الثاني (نوفمبر) تجمع النواب في منزل النائب صائب سلام حيث قرّروا منح الثقة للحكومة المؤقتة التي كانت تواجدت في بشامون، ومن ثم انضم إليها رئيس مجلس النواب صبري حمادة، وراحت تشهد بشامون تدفق مئات المتطوعين من كل أنحاء لبنان أتوا ليدافعوا عن رجال الاستقلال، وفي صباح الخامس عشر من تشرين الثاني (نوفمبر) تقدمت مصفحات الجيش الفرنسي بجنودها السنغاليين فتصدى لها الحرس الوطني. وبعد ثلاث مواجهات أخرى أدى الغليان الشعبي والضغوط التي مارستها بريطانيا بشخص الجنرال سبيرز إلى جعل فرنسا تتراجع وتفرج عن رجالات الدولة المعتقلين في راشيا بتاريخ 22 تشرين الثاني (نوفمبر) 1943، وهو التاريخ الذي ثبت يوما وعيدا للاستقلال.

## صبري حمادة وتأسيس المجلس الإسلامي الشيعي الأعلى
منذ وصوله إلى لبنان فتح الإمام موسى الصدر مرحلة جديدة من العمل الاجتماعي والسياسي. ومنذ عام 1966 بدأ مشروعه السياسي وأهمّها: المناطق المحرومة، والإنصاف على أساس المواطنيّة لا الطائفيّة وحقوق المحرومين، وبَدْء المطالبة الواضحة بإنشاء مجلس لتنظيم شؤون الطائفة الشيعيّة، فكما كان الإمام موسى الصدر كان صبري حمادة مؤسساً بارزاً للمجلس الإسلامي الشيعي الأعلى. فكان الشخصية الرسمية الشيعية الأولى والزعيم الشعبي الأوحد للطائفة الشيعية في شمال البقاع في تلك الحقبة
في 1966/2/17 تمّ تأليف وفد ضمّ كلاًّ من الإمام موسى الصدر والشيخ حسين الخطيب عن العلماء، وحضر الاجتماع رئيس مجلس النوّاب صبري حمادة وجميع النوّاب الشيعة التسعة عشر الّتي تولّت صياغة البيان لزيارة الرئيس شارل حلو وتقديـم البيان له باسم الطائفة الشيعيّة.
وفي 1967/5/12 أقرّت لجنتا المال والإدارة النيابيّتان في اجتماع مشترك عقدتاه برئاسة الرئيس صبري حمادة، اقتراح القانون. وسبق ذلك اجتماع النوّاب الشيعة في ديوان الرئيس حمادة، وتمّ اعتماد نصّ موحّد يقضي بإنشاء مجلس يتكوّن من ثلاث هيئات: الهيئة العامّة، الهيئة التنفيذيّة والهيئة الشرعيّة.
وفي جلسته المنعقدة بتاريخ 1967/11/21 صدّق مجلس النوّاب بمادّة وحيـدة على التعديل المقترح من قبل الحكومة على قانون تنظيم الطائفة الشيعيّة، والذي أقرّه مجلس النوّاب بتاريخ 1967/5/16، وشمل التعديل الموادّ الثانية والسادسة والعشرين والحادية والثلاثين، برئاسة رئيس مجلس النوّاب صبري حمادة وحضور رئيس الحكومة رشيد كرامي.

## وصلات خارجية
- صفحات من حياة الرئيس صبري حمادة - أحمد زين الدين

| المناصب السياسية | المناصب السياسية                                    | المناصب السياسية |
| ---------------- | --------------------------------------------------- | ---------------- |
| سبقه بيترو طراد  | رئيس مجلس النواب اللبناني لاكثر من فترة (1943-1970) | تبعه كامل الأسعد |